# Liga ACB 2021-2022
La Liga ACB 2021-2022, chiamata per ragioni di sponsorizzazione Liga Endesa, è la 39ª edizione del massimo campionato spagnolo di pallacanestro maschile.

## Stagione

### Novità
La squadra promossa dalla Liga Oro è il Club Baloncesto Breogán, mentre retrocedono dalla Liga ACB Club Baloncesto Estudiantes e il San Sebastián Gipuzkoa. 

### Formula
Il campionato prevede che le 18 squadre partecipanti si scontrino in 34 turni, differenti tra andata e ritorno. Al termine del girone di andata le prime 8 classificate sono qualificate per la Coppa del Re. Con la fine della stagione regolare, le prime 8 classificate partecipano ai play-off mentre le ultime 2 classificate vengono retrocesse direttamente in LEB Oro.

## Squadre partecipanti
| Squadra           | Stagione | Città                      | Palazzetto                                  | Stagione precedente                           |
| ----------------- | -------- | -------------------------- | ------------------------------------------- | --------------------------------------------- |
| Andorra           | dettagli | Andorra La Vella           | Poliesportiu d'Andorra                      | 9ª in Liga ACB                                |
| Barcellona        | dettagli | Barcellona                 | Palau Blaugrana                             | 2ª in Liga ACB, Campione                      |
| Saski Baskonia    | dettagli | Vitoria                    | Fernando Buesa Arena                        | 5ª in Liga ACB                                |
| Bilbao Berri      | ...      | Bilbao                     | Bilbao Arena                                | 17ª in Liga ACB                               |
| Breogán           | dettagli | Lugo                       | Pazo dos Deportes                           | 1ª in LEB Oro, Girone A, promossa ai play-off |
| S.P. Burgos       | dettagli | Burgos                     | Coliseum Burgos                             | 6ª in Liga ACB                                |
| Canarias Tenerife | dettagli | San Cristóbal de La Laguna | Pabellón Insular Santiago Martín            | 3ª in Liga ACB                                |
| Fuenlabrada       | ...      | Fuenlabrada                | Pabellón Fernando Martín                    | 15ª in Liga ACB                               |
| Gran Canaria      | ...      | Las Palmas de Gran Canaria | Gran Canaria Arena                          | 8ª in Liga ACB                                |
| Joventut Badalona | ...      | Badalona                   | Palau Olímpic                               | 7ª in Liga ACB                                |
| Real Madrid       | dettagli | Madrid                     | Palacio de Deportes                         | 1ª in Liga ACB                                |
| Málaga            | dettagli | Malaga                     | José María Martín Carpena                   | 11ª in Liga ACB                               |
| Manresa           | dettagli | Manresa                    | Pavelló Nou Congost                         | 10ª in Liga ACB                               |
| Murcia            | ...      | Murcia                     | Palacio de Deportes de Murcia               | 12ª in Liga ACB                               |
| Obradoiro         | ...      | Santiago di Compostela     | Multiusos Fontes do Sar                     | 14ª in Liga ACB                               |
| Saragozza         | ...      | Saragozza                  | Pabellón Príncipe Felipe                    | 13ª in Liga ACB                               |
| Real Betis        | ...      | Siviglia                   | Palacio Municipal de los Deportes San Pablo | 16ª in Liga ACB                               |
| Valencia          | dettagli | Valencia                   | Pavelló Municipal Font de San Lluís         | 4ª in Liga ACB                                |

## Allenatori e primatisti
| Squadra      | Allenatore                                                                                | Capitano              | Cestista più presente                              | Miglior marcatore          |
| ------------ | ----------------------------------------------------------------------------------------- | --------------------- | -------------------------------------------------- | -------------------------- |
| Andorra      | Ibon Navarro (1ª-17ª) David Eudal (18ª-)                                                  | Guillem Colom         | Codi Miller-McIntyre Oriol Paulí (34)              | Codi Miller-McIntyre (467) |
| Barcellona   | Šarūnas Jasikevičius                                                                      | Pierre Oriola         | Nicolás Laprovíttola Nigel Hayes (34)              | Nikola Mirotić (443)       |
| Baskonia     | Duško Ivanović (1ª-10ª) Neven Spahija (11ª-)                                              | Jayson Granger        | Steven Enoch (34)                                  | Simone Fontecchio (409)    |
| Bilbao       | Álex Mumbrú                                                                               | Jonathan Rousselle    | Ángel Delgado Gytis Masiulis (34)                  | Ángel Delgado (383)        |
| Bregoan      | Paco Olmos (1ª-14ª) Javi Muñoz (15ª-16ª interim) Veljko Mršić (17ª-)                      | Džanan Musa           | Jordan Sakho Erik Quintela (34)                    | Džanan Musa (583)          |
| Burgos       | Žan Tabak (1ª-10ª) Félix Alonso (11ª interim) Salva Maldonado (12ª-17ª) Paco Olmos (18ª-) | Vítor Alves Benite    | Xavi Rabaseda (34)                                 | Alex Renfroe (268)         |
| Tenerife     | Txus Vidorreta                                                                            | Marcelo Huertas       | 5 giocatori (34)                                   | Giorgi Shermadini (441)    |
| Fuenlabrada  | Josep Maria Raventós                                                                      | Christian Eyenga      | Dušan Ristić (34)                                  | Kyle Alexander (323)       |
| Gran Canaria | Porfirio Fisac                                                                            | Oliver Stević         | Miquel Salvó                                       | Dylan Ennis (482)          |
| Badalona     | Carles Durán                                                                              | Albert Ventura        | Ante Tomić Pau Ribas Joel Parra (34)               | Ante Tomić (470)           |
| Real Madrid  | Pablo Laso                                                                                | Sergio Llull          | Vincent Poirier (34)                               | Guerschon Yabusele (370)   |
| Malaga       | Fōtīs Katsikarīs (1ª-18ª) Ibon Navarro (19ª-)                                             | Carlos García-Osorio  | Alberto Díaz Jonathan Barreiro Rubén Guerrero (33) | Darío Brizuela (414)       |
| Manresa      | Pedro Martínez Sánchez                                                                    | Guillem Jou           | Chima Moneke Yankuba Sima (34)                     | Chima Moneke (503)         |
| Murcia       | Sito Alonso                                                                               | Sadiel Rojas          | 7 giocatori (34)                                   | Isaiah Taylor (518)        |
| Obradorio    | Moncho Fernández                                                                          | Álvaro Muñoz Borchers | Thomas Scrubb Kassius Robertson (34)               | Kassius Robertson (495)    |
| Saragozza    | Jaume Ponsarnau                                                                           | Rodrigo San Miguel    | Dino Radončić Adam Waczyński Tryggvi Hlinason (34) | Adam Waczyński (329)       |
| Siviglia     | Joan Plaza (1ª-11ª) Luis Casimiro (12ª-)                                                  | Pablo Almazán         | Shannon Evans Dairis Bertans (34)                  | Shannon Evans (592)        |
| Valencia     | Joan Peñarroya                                                                            | Bojan Dubljević       | Jaime Pradilla (34)                                | Bojan Dubljević (371)      |

## Stagione regolare

### Classifica
|  | Pos. | Squadra                 | G  | V  | P  | PtF  | PtS  | Diff. |
|  | ---- | ----------------------- | -- | -- | -- | ---- | ---- | ----- |
|  | 1.   | Barça                   | 34 | 27 | 7  | 2833 | 2539 | 294   |
|  | 2.   | Real Madrid             | 34 | 25 | 9  | 2840 | 2580 | 260   |
|  | 3.   | Valencia Basket         | 34 | 23 | 11 | 2827 | 2702 | 125   |
|  | 4.   | Joventut Badalona       | 34 | 22 | 12 | 2776 | 2666 | 110   |
|  | 5.   | Lenovo Tenerife         | 34 | 21 | 13 | 2819 | 2685 | 134   |
|  | 6.   | Bitci Baskonia          | 34 | 20 | 14 | 2777 | 2675 | 102   |
|  | 7.   | BAXI Manresa            | 34 | 20 | 14 | 2995 | 2905 | 90    |
|  | 8.   | Gran Canaria            | 34 | 17 | 17 | 2750 | 2798 | -48   |
|  | 9.   | Surne Bilbao Basket     | 34 | 16 | 18 | 2768 | 2886 | -118  |
|  | 10.  | UCAM Murcia             | 34 | 16 | 18 | 2900 | 2822 | 78    |
|  | 11.  | Río Breogán             | 34 | 16 | 18 | 2831 | 2849 | -18   |
|  | 12.  | Unicaja                 | 34 | 13 | 21 | 2742 | 2741 | 1     |
|  | 13.  | Coosur Real Betis       | 34 | 13 | 21 | 2674 | 2883 | -209  |
|  | 14.  | Urbas Fuenlabrada       | 34 | 12 | 22 | 2807 | 2938 | -131  |
|  | 15.  | Monbus Obradoiro        | 34 | 12 | 22 | 2792 | 2930 | -138  |
|  | 16.  | Casademont Zaragoza     | 34 | 12 | 22 | 2570 | 2783 | -213  |
|  | 17.  | MoraBanc Andorra        | 34 | 11 | 23 | 2665 | 2813 | -148  |
|  | 18.  | Hereda San Pablo Burgos | 34 | 10 | 24 | 2632 | 2803 | -171  |

Legenda:
      Campione di Spagna.
      Partecipante ai play-off.
      Retrocessa in LEB
  Vincitrice del campionato
  Vincitrice della Coppa del Rey 2022
  Vincitrice della Supercoppa spagnola 2021
Regolamento:
Classifica in base alle partite vinte-perse.
In caso di arrivo a pari vittorie, contano gli scontri diretti, punti negli scontri diretti oppure differenza canestri.
Note:

## Play-off
|  | Quarti di finale | Quarti di finale  | Quarti di finale  | Quarti di finale | Quarti di finale |    |             | Semifinali        | Semifinali | Semifinali | Semifinali | Semifinali | Semifinali | Semifinali |  |  | Finale | Finale     | Finale | Finale | Finale | Finale | Finale |
|  |                  |                   |                   |                  |                  |    |             |                   |            |            |            |            |            |            |  |  |        |            |        |        |        |        |        |
|  | 1                | Barcellona        | 93                | 88               |                  |    |             |                   |            |            |            |            |            |            |  |  |        |            |        |        |        |        |        |
|  | 8                | Gran Canaria      | 82                | 86               |                  |    |             |                   |            |            |            |            |            |            |  |  |        |            |        |        |        |        |        |
|  | 8                | Gran Canaria      | 82                | 86               |                  | 1  | Barcellona  | 89                | 81         | 83         | 63         |            |            |            |  |  |        |            |        |        |        |        |        |
|  |                  |                   |                   |                  |                  | 1  | Barcellona  | 89                | 81         | 83         | 63         |            |            |            |  |  |        |            |        |        |        |        |        |
|  |                  | 4                 | Joventut Badalona | 72               | 87               | 77 | 60          |                   |            |            |            |            |            |            |  |  |        |            |        |        |        |        |        |
|  | 4                | 4                 | Joventut Badalona | 72               | 87               | 77 | 60          | Joventut Badalona | 100        | 76         | 81         |            |            |            |  |  |        |            |        |        |        |        |        |
|  | 4                |                   |                   |                  |                  |    |             | Joventut Badalona | 100        | 76         | 81         |            |            |            |  |  |        |            |        |        |        |        |        |
|  | 5                | Canarias Tenerife | 68                | 103              | 58               |    |             |                   |            |            |            |            |            |            |  |  |        |            |        |        |        |        |        |
|  |                  |                   |                   |                  |                  |    |             |                   |            |            |            |            |            |            |  |  | 1      | Barcellona | 75     | 71     | 66     | 74     |        |
|  |                  |                   | 2                 | Real Madrid      | 88               | 69 | 81          | 81                |            |            |            |            |            |            |  |  |        |            |        |        |        |        |        |
|  | 2                | Real Madrid       | 93                | 83               |                  |    |             |                   |            |            |            |            |            |            |  |  |        |            |        |        |        |        |        |
|  | 7                | Manresa           | 76                | 74               |                  |    |             |                   |            |            |            |            |            |            |  |  |        |            |        |        |        |        |        |
|  | 7                | Manresa           | 76                | 74               |                  | 2  | Real Madrid | 94                | 83         | 85         |            |            |            |            |  |  |        |            |        |        |        |        |        |
|  |                  |                   |                   |                  |                  | 2  | Real Madrid | 94                | 83         | 85         |            |            |            |            |  |  |        |            |        |        |        |        |        |
|  |                  | 6                 | Saski Baskonia    | 84               | 71               | 77 |             |                   |            |            |            |            |            |            |  |  |        |            |        |        |        |        |        |
|  | 3                | 6                 | Saski Baskonia    | 84               | 71               | 77 | Valencia    | 79                | 82         | 59         |            |            |            |            |  |  |        |            |        |        |        |        |        |
|  | 3                |                   |                   |                  |                  |    | Valencia    | 79                | 82         | 59         |            |            |            |            |  |  |        |            |        |        |        |        |        |
|  | 6                | Saski Baskonia    | 80                | 89               | 76               |    |             |                   |            |            |            |            |            |            |  |  |        |            |        |        |        |        |        |

## Premi
| Premio          | Giocatore      | Squadra           |
| --------------- | -------------- | ----------------- |
| Liga ACB MVP    | Džanan Musa    | Río Breogán       |
| MVP finali      | Walter Tavares | Real Madrid       |
| Miglior giovane | Joel Parra     | Joventut Badalona |

- Primo quintetto:
  -  Marcelinho Huertas,  Canarias Tenerife
  -  Nicolás Laprovíttola,  Barcellona
  -  Džanan Musa,  Breogán
  -  Chima Moneke,  Manresa
  -  Giorgi Shermadini,  Canarias Tenerife
- Secondo quintetto:
  -  Shannon Evans,  Real Betis
  -  Isaiah Taylor,  Murcia
  -  Joe Thomasson,  Manresa
  -  Nikola Mirotić,  Barcellona
  -  Walter Tavares,  Real Madrid